# Crocodile Rock
Crocodile Rock är en låt av Elton John och Bernie Taupin. Låten släpptes som singel den 27 oktober 1972 i Storbritannien och i USA den 20 november 1972 och finns med på albumet Don't Shoot Me I'm Only the Piano Player (1973). Singeln kom på första plats på Billboard Hot 100 den 3 februari 1973 där den stannade i tre veckor.

## Listplaceringar
| Lista (1972-1973) | Position |
| ----------------- | -------- |
| Australien        | 2        |
| Danmark           | 5        |
| Finland           | 1        |
| Irland            | 10       |
| Kanada            | 1        |
| Nederländerna     | 11       |
| Norge             | 3        |
| Nya Zeeland       | 1        |
| Schweiz           | 1        |
| Spanien           | 3        |
| Storbritannien    | 5        |
| Sverige           | 1        |
| USA               | 1        |
| Västtyskland      | 3        |
| Österrike         | 6        |

### Fotnoter
1. ↑  ”Listplacering”. https://gosetcharts.com/1973/19730414.html. Läst 25 juli 2021.
2. ↑  ”Listplacering”. Arkiverad från originalet den 27 april 2016. https://web.archive.org/web/20160427180217/http://danskehitlister.dk/?hitlist_id=1&y=1972&hitlist_item_id=2486. Läst 25 juli 2021.
3. ↑  ”Listplacering”. http://suomenlistalevyt.blogspot.com/2015/08/jea-jop.html. Läst 25 juli 2021.
4. ↑  ”Listplacering”. http://irishcharts.ie/search/placement?page=1&search_type=title&placement=Crocodile+Rock. Läst 25 juli 2021.
5. ↑  ”Listplacering”. https://www.bac-lac.gc.ca/eng/discover/films-videos-sound-recordings/rpm/Pages/image.aspx?Image=nlc008388.5312&URLjpg=http%3a%2f%2fwww.collectionscanada.gc.ca%2fobj%2f028020%2ff4%2fnlc008388.5312.gif&Ecopy=nlc008388.5312. Läst 10 januari 2020.
6. ↑  ”Listplacering”. http://dutchcharts.nl/showitem.asp?interpret=Elton+John&titel=Crocodile+Rock&cat=s. Läst 25 maj 2011.
7. ↑  ”Listplacering”. http://norwegiancharts.com/showitem.asp?interpret=Elton+John&titel=Crocodile+Rock&cat=s. Läst 25 maj 2011.
8. ↑  ”Listplacering”. Arkiverad från originalet den 19 augusti 2017. https://web.archive.org/web/20170819143817/http://www.flavourofnz.co.nz/index.php?qpageID=search%20listener&qartistid=801#n_view_location. Läst 25 juli 2021.
9. ↑  ”Listplacering”. http://hitparade.ch/showitem.asp?interpret=Elton+John&titel=Crocodile+Rock&cat=s. Läst 25 maj 2011.
10. ↑  Salaverri, Fernando (2005). Sólo éxitos: año a año, 1959–2002 (1:a uppl.). ISBN 978-84-8048-639-2
11. ↑  ”Listplacering”. https://www.officialcharts.com/artist/21478/elton-john/. Läst 10 januari 2020.
12. ↑  Hallberg, Eric (1993). Kvällstoppen i P3 (1:a uppl.). ISBN 91-630-2140-4
13. ↑  ”Listplacering”. https://www.billboard.com/music/elton-john/chart-history/HSI/3. Läst 10 januari 2020.
14. ↑  ”Listplacering”. http://www.charts-surfer.de/. Läst 10 januari 2020.
15. ↑  ”Listplacering”. http://austriancharts.at/showitem.asp?interpret=Elton+John&titel=Crocodile+Rock&cat=s. Läst 25 maj 2011.